# Emanoil Catelli
Emanoil Catelli (n. 25 ianuarie 1883, Zgărdești, Imperiul Rus – d. 18 februarie 1943, Sverdlovsk, URSS) a fost un politician român originar din Basarabia.

## Biografie
Emanoil Catelli s-a născut la 25 decembrie 1887 într-o familie de țărani răzeși din satul Zgărdești, județul Bălți. Era al doilea copil în familia cuplului Grigore și Anastasia Catelly. A avut încă 11 frați și surori (Vasile, Ioan, Maria, Ecaterina, Melania, Leonida). Din 1891 până în 1895, a învățat la școală primară, peste trei ani este admis la Școala Agricolă inferioară din Cucuruzeni, pe care a absolvit-o în 1901. Până în 1903, Emanoil Catelly a lucrat la moșieri ca mecanic al mașinilor agricole.  A fost căsătorit cu Paraschiva Valuță și a avut doi copii, Victor și Octavian, amândoi juriști.
În luna septembrie 1903 a fost înrolat în armata țaristă ca militar cu termen redus de categoria a doua. Peste un an intră la Școala de iuncheri, unde a învățat până în august 1907. Și-a terminat studiile având grad de subofițer. În 1910 devine locotenent, iar în 1914 primește gradul de căpitan de stat major și în 1917 devine căpitan.
În luna aprilie 1917 este trimis la Odesa pentru lucrări de cancelarie, unde s-a aflat până la începutul Revoluției din octombrie. Din primele zile ale aflării sale la Odesa a făcut agitație printre moldoveni, explicând necesitatea obținerii autonomiei Basarabei. Tot în acel an devine președintele Comitetului Național Moldovenesc de la Odesa . A participat activ la formarea Sfatului Țării, fiind printre cei mai de vază militanți pentru unirea Basarabiei cu România.

În chemările către basarabeni lansate în aprilie 1917, Emanoil Catelli spunea: 
| “ | Moldovenii care au tăcut timp de 106 ani, trebuie să vorbească astăzi mult mai tare, să li se audă glasul nu numai până la Petrograd, ci până la Londra, la Paris și la Roma. Căci ei sunt români, numai rușii i-au degradat la rolul de „moldoveni”. Și ei vor să-și ceară acum toate drepturile. Mai mult – ei vor să și le ieie singuri. De aceea-i revoluție acum, ca să luăm îndărăt tot ce ne-au furat tâlharii timp de 106 ani | ” |

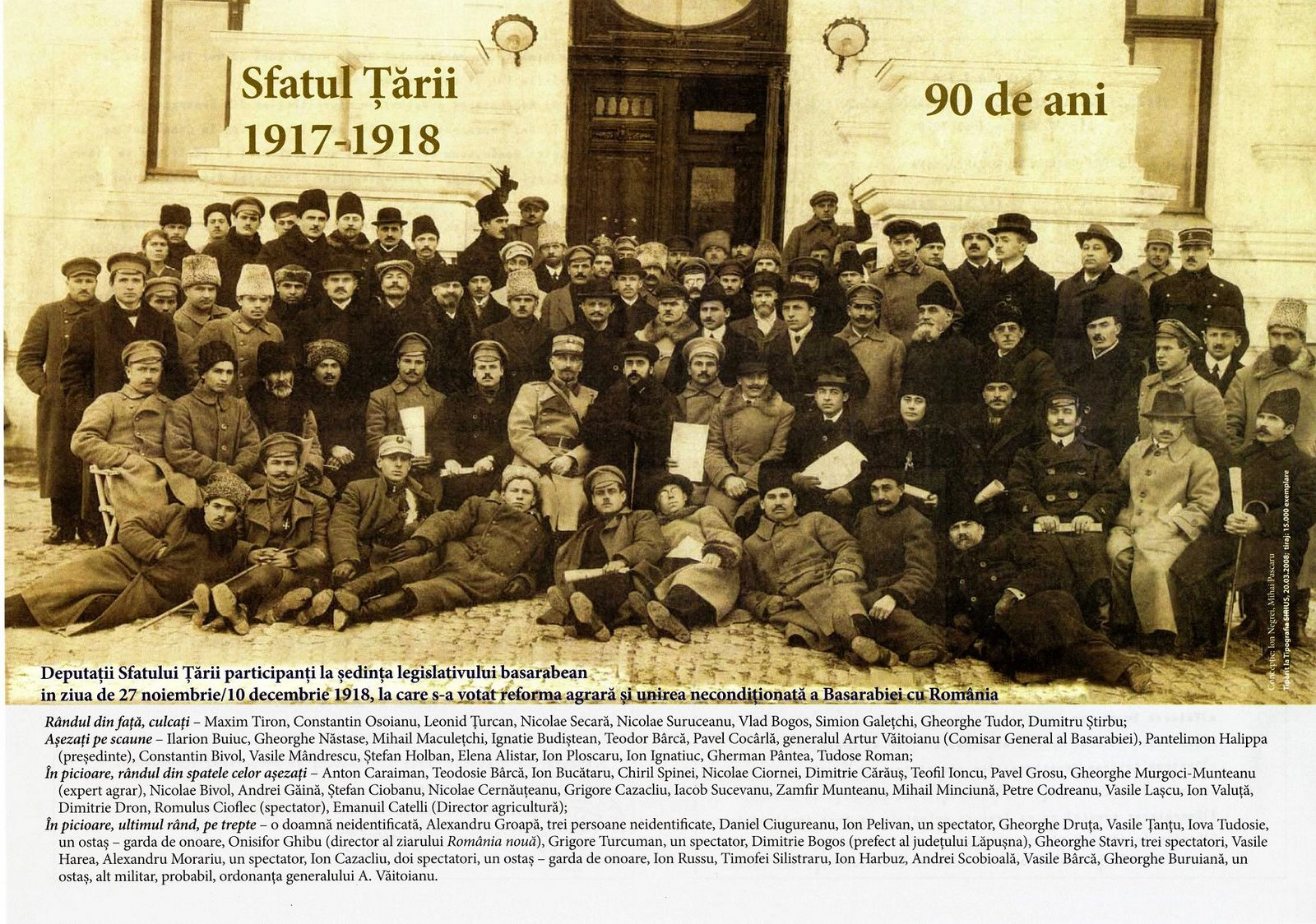
Sfatul Țării în 1918. Emanoil Catelli este persoana din dreapta imaginii care stă in picioare și poartă o căciulă albă de oaie

După realizarea unirii, Emanoil Catelli este numit în funcția de Director general al Agriculturii în Consiliul Directorilor Generali ai Republicii Democratice Moldovenești . Postul a fost deținut până în noiembrie 1918, când a fost dizolvat Directoratul. În perioada anilor 1919 – 1923, E. Catelli îndeplinea funcția de judecător popular în Nădușița, județul Soroca. În 1920 devine membru al Partidului Național Liberal, care era la guvernare. Iar în 1923, Consiliul de Miniștri al României îl numește în calitate de prefect al județului Bălți. Funcția de prefect a fost ocupată de către Catelli timp de un an și 4 luni.
Din 1927 – 1928 este ales și devine senator din partea județului Bălți. În 1933, Partidul Național Liberal ajunge iarăși la putere și Emanoil Catelli este repus în funcția de prefect al județului Bălți. În timpul deținerii funcției, în 3 ani în județul Bălți s-au construit 49 de școli (față de 44 din 1918 până în 1933), a fost renovat localul Școlii Normale, s-a construit noua clădire a Liceul de fete „Domnița Ileana”. Postul e ocupat până în 29 decembrie 1937, odată cu instaurarea dictaturii regale. Dintre toți prefecții județului, Emanoil Catelli a fost cea mai reprezentativă personalitate .
La 5 iulie 1940, Emanoil Catelli este arestat de grupul operativ al forțelor N.K.V.D. de la Bălți pentru "activitate antirevoluționară", iar la 6 august este transferat la penitenciarul din Chișinău. De teamă să nu-l scape, grupul operativ a procedat, ca de obicei, mișelește. Mai întâi l-au arestat, apoi au purces la întocmirea formelor legale. Mandat de arestare n-a existat pentru motivul că nu erau suficiente formulare. Odată cu începerea operațiunilor militare pentru eliberarea Basarabiei de către România, Emanoil Catelli este transferat în interiorul Uniunii Sovietice, ajungând în munții Ural. Astfel că, în 1942 Catelli este adus la Kazan. În timpul interogatoriilor, Emanoil Catelli afirma că nu regretă faptele comise anterior și că se va împotrivi mereu bolșevismului.
S-a stins din viață la 18 februarie 1943 în ITL (ispravitelno-trudovoi lagheri - lagăr de muncă corecțională, GULAG) nr.5 din Sverdlovsk, RSFSR. Medicii au stabilit că decesul a survenit în urma decompensării miocardului. Dar, este puțin probabil ca adevărata cauză a decesului să fie cea stabilită de medicii din lagăr.

## Distincții
- Steaua României, în grad de Ofițer,
- "Coroana României", în grad de Ofițer,
- "Ferdinand I"
- "Sf. Vladimir"

## Opera
- Dicționar ruso-român și româno-rus. – Odesa, 1917;
- Cine este Sergiu Gazieff – cum a fost ales senator de Bălți? – Bălți, 1934;
- Din trecutul îndepărtat al Basarabiei (scurt istoric). – Bălți, 1935;
- În slujba neamului (lucrare dedicată lui Ion Pelivan). – Bălți, 1936.